# Маргарета фон Изенбург-Бирщайн
Маргарета фон Изенбург-Бирщайн (на немски: Margarethe zu Isenburg-Birstein; * 14 декември 1542; † 8 август 1613, Вестербург) е графиня от Изенбург-Бюдинген-Бирщайн и чрез женитби графиня на Насау-Висбаден-Идщайн и на Лайнинген-Вестербург.

## Произход
Тя е единствената дъщеря на граф Райнхард фон Изенбург-Бюдинген-Бирщайн (1518 – 1568) и съпругата му графиня Елизабет фон Валдек (1525 – 1543), дъщеря на граф Филип IV фон Валдек (1493 – 1574) и първата му съпруга графиня Маргарета от Източна Фризия (1500 – 1537). Баща ѝ Райнхард се жени втори път пр. 4 май 1551 г. в Рудолщат за Маргарета фон Мансфелд (* ок. 1520; † 1573), дъщеря на граф Гебхард VII фон Мансфелд-Мителорт (1478 – 1558).

## Фамилия
Първи брак: 6 септември 1564 г. с граф Балтазар фон Насау-Идщайн (* 1520; † 11 януари 1568), третият син на граф Филип I фон Насау-Идщайн (1490 – 1558). Той умира на 11 януари 1568 г. Те имат един син:
- Йохан Лудвиг I (1567 – 1596 след падане от прозорец), граф на Насау-Висбаден-Идщайн (1568 – 1596), женен в Идщайн на 2 декември 1588 г. за графиня Мария фон Насау-Диленбург (1568 – 1625), дъщеря на граф Йохан VI Стари фон Насау-Диленбург.

Втори брак: 24 май 1570 г. в Бюдинген с граф Георг I фон Лайнинген-Вестербург (* 1533; † 9 април 1586), син на граф Куно II фон Лайнинген-Вестербург (1487 – 1547) и съпругата му Мария фон Щолберг-Вернигероде (1507 – 1571). Те имат децата:
- Якоб
- Филип Якоб (1572 – 1612)
- Райнхард II (1574 – 1655), граф, женен на 1 януари 1615 г. в Лих за графиня Анна фон Золмс-Лих (1575 – 1634), дъщеря на граф Ернст I фон Золмс-Лих (1527 – 1590)
- Кристоф (1575 – 1635), женен I. на 25 август 1601 г. за баронеса Анна Мария Унгнад фон Вайсенволф (1573 – 1606); II. 1611 г. за графиня Филипина фон Вид (ок. 1595 – 1647), дъщеря на граф Вилхелм IV фон Вид (1560 – 1612)
- Гебхард